# Templos menores de Dougga
Los templos menores de Dougga son una serie de templos paganos del yacimiento arqueológico de Dougga en Túnez, que fueron construidos en el siglo I y en el siglo II. El templo de Mercurio y el de Augusto están a la derecha del Capitolio de Dougga, los templos de la Concordia, de Liber Pater y Frugífera y el templo de Tellus se encuentran frente al capitolio más próximos al mercado de Dougga. Los restos están relativamente bien conservados y constituyen sólo una pequeña parte de los templos de la ciudad, ya que se han constatado por inscripciones encontradas, la ubicación de 28 templos durante el siglo III, y sólo hay 19 localizados.
El templo de Augusto o de la Fortuna de Augusto, el de la Concordia de Venus y el de Mercurio Augusto fueron construidos en el reinado del emperador Adriano. Estos templos los pagó el patrón de la civitas y del pagus Quintus Maedius Severus en su nombre y de su hija la flaminicae perpetua, Maedia Lentula.

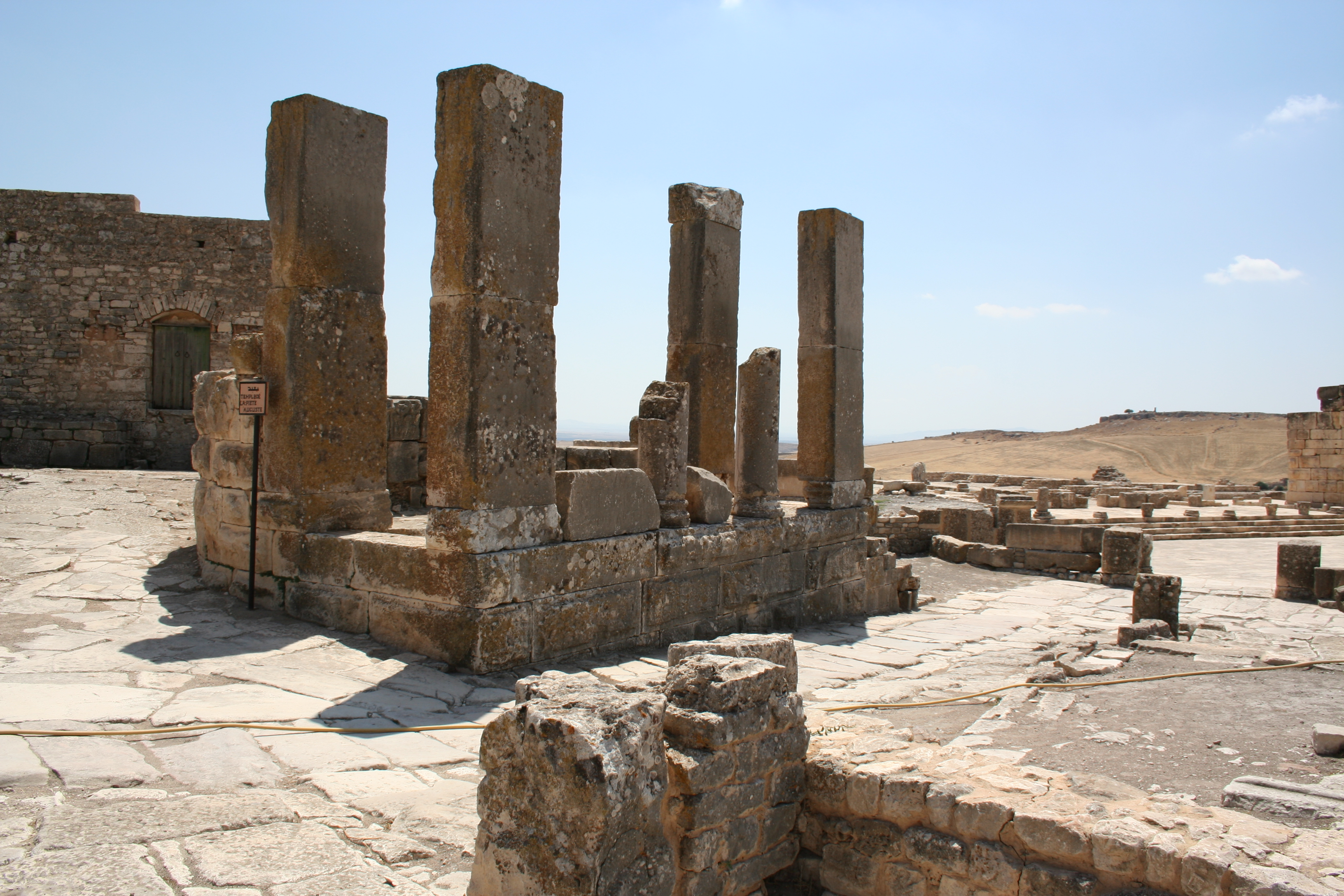
Templo de la Piedad de Augusto, visto desde el norte.

El templo de la Piedad de Augusto se construyó en ejecución del testamento de Cayo Pompeu Nahanius, en un terreno de su propiedad, tiene escalera de acceso con siete escalones y un vestíbulo con un pequeño ábside elevados sobre un podio, éste es relativamente bajo (1 metro a 1,5 metros). Fue identificado en 1631 por Thomas Arcos, por medio de una inscripción que sigue vigente en este momento.
El templo de Mercurio al lado del Capitolio es del reinado de Cómodo (180-193) y lo costeó Quintus Pacuvius Saturus y su esposa Nahania Victoria ejecutando el testamento de su hijo, un militar muerto en servicio. En este templo, que poseía tres salas de culto (una rectangular en medio y dos semicirculares a los lados) se encontraron unos sarcófagos del período del Bajo Imperio, y una prensa de aceite del tiempo de los vándalos.
El templo de Tellus estaba dedicado a esta diosa y fue edificado en un terreno privado a finales del siglo I, y restaurado el 261 a costa de la flaminicae perpetúa Botria Fortunata. Es de reducidas dimensiones y tiene una escalera de acceso con tres escalones, está rodeada por un peristilo y tiene tres celdas con tres nichos semicirculares.
Dentro de este grupo hay que incluir en el templo de Neptuno, un pequeño santuario, con nombre provisional ya que no se sabe a quién estaba dedicado aunque Neptuno es la deidad más probable, se encuentra cercano al templo de Saturno y orientado al este dominando el valle del Oued Khalled. Tiene unas escaleras que dan a un pórtico y de allí se entra a la sala de culto; tenía un nicho donde estaba la deidad tutelar.

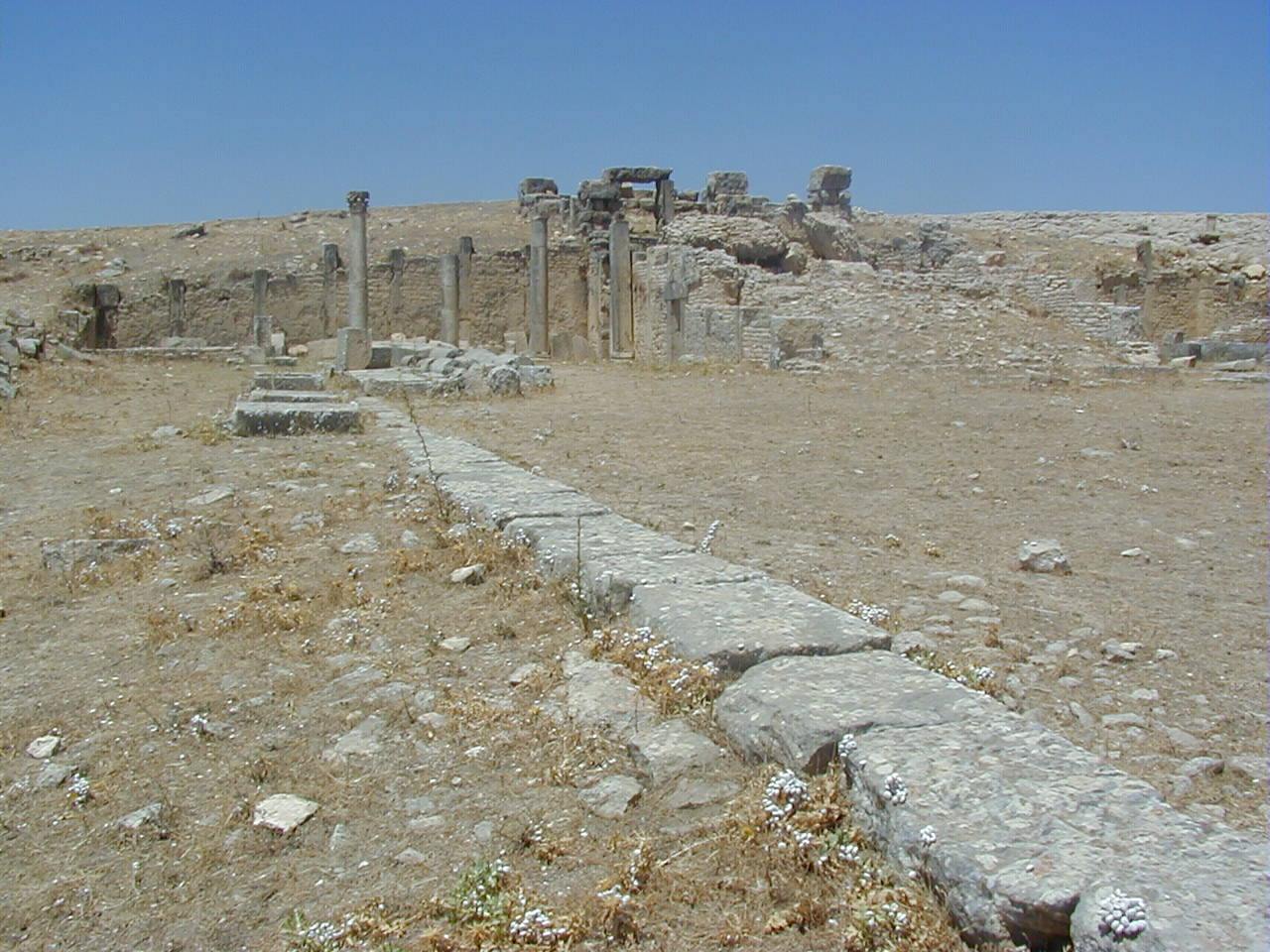
Templo de Minerva visto desde el este.

El templo de Liber Pater o Patria y a Fruguífera se construyó sobre un terreno de propiedad de Aulo Gabinio Dat y a sus costa y de su hijo Marco Gabinio Bas. Junto con el templo de Concordia construido por ellos mismos, es conocido como templos o complejo de los Gabin (Gabinii).
El templo del Sol es un pequeño santuario de planta cuadrada, en el antiguo camino entre la cisterna de Aïn Mizeb y el templo de Minerva. Se construyó a finales del siglo III y se accede por cuatro escalones que dan a un vestíbulo donde se entra a la sala de culto.
Otros templos menores son: una capilla pagana del siglo I, el santuario de Minerva (diferente del Templo de Minerva), un templo anónimo construido en la segunda mitad del siglo II, otro templo anónimo al norte del templo de Mercurio, y otro templo anónimo al norte del santuario líbico-púnico.